# Felines
Félix Bardera Sierra (Pedro Bernardo, Ávila, 6 de octubre de 1943), conocido deportivamente como Felines, es un exfutbolista y entrenador de fútbol español, actualmente en el C. F. Talavera San Prudencio.
Militó durante casi toda su carrera deportiva en el Rayo Vallecano de Madrid, a donde llegó procedente del Real Club Deportivo Carabanchel.

## Trayectoria como entrenador
- Rayo Vallecano B (1979-1981)
- Getafe Deportivo (1981-1982)
- Real Ávila (1983-1986)
- Rayo Vallecano (1986-1990)
- Racing de Santander (1990-1992)
- Talavera CF (1992-1993)
- Rayo Vallecano (1993-1994)
- Talavera CF (1994-1996)
- UD Marbella (1996-1997)
- Club de Fútbol Fuenlabrada (1998-1999)
- Club Deportivo Guadalajara (España) (1999-2000)
- Real Balompédica Linense (2000-2001)
- Getafe C. F. (2001-2003)
- Club Deportivo Badajoz (2003-2004)
- CF Talavera San Prudencio (2010-2011)

En esa trayectoria logró el ascenso del Rayo Vallecano a primera división y del Getafe y Racing de Santander a la segunda división del fútbol español.

TRAYECTORIA COMO JUGADOR
- 1957-1959 CD Postal.
- 1959-1964 CD Carabanchel
- 1964-1978. 13 temporadas como jugador del Rayo Vallecano.
- 364 partidos con el Rayo Vallecano, marcando 36 goles.
- 9 veces internacional sub-21 (antes denominada selección B). Francia (3) Islandia (2) Italia, Turquía, Malta y Escocia.

Ha sido junto con Michel Sánchez el único jugador que ha ascendido a primera división con el Rayo Vallecano, y a la vez lo ha hecho como entrenador del primer equipo. 
Actualmente ostenta el cargo de Presidente de Honor del Rayo Vallecano.